# Nemeskisfalud
Nemeskisfalud é um município da Hungria, situado no condado de Somogy. Tem 2,82 km² de área e sua população em 2019 foi estimada em 179 habitantes.